# Marie Corelli

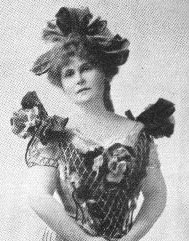
Marie Corelli

Marie Corelli (* als Mary Mackay, 1. Mai 1855 in London; † 21. April 1924 in Stratford-upon-Avon; auch bekannt als Minnie Mackay) war eine britische Okkultistin und Schriftstellerin.

## Leben
Mary Mackay war die uneheliche Tochter des schottischen Poeten und Komponisten Charles Mackay und dessen Bediensteter, Elizabeth Mills. 1866 wurde das junge Mädchen in ein Pariser Convent zur Erziehung gegeben und durfte erst nach vier Jahren zum ersten Mal in ihre Heimat zurückkehren.
Sie lebte über 40 Jahre mit ihrer Weggefährtin Bertha Vyer zusammen. Mary und Bertha wurden Seite an Seite beerdigt.

## Filmische Adaptionen
Ein Teil ihrer Werke wurde in der Stummfilmzeit der 1920er-Jahre verfilmt:
- 1887. Thelma:                  1916 (A Modern Thelma) mit Vivian Martin, 1918 mit Malvina Longfellow, 1922 mit Jane Novak
- 1890. Wormwood:                1915 mit John St. Polis
- 1895. The Sorrows of Satan:    1917 mit Owen Nares und Gladys Cooper, 1926 mit Adolphe Menjou und Lya de Putti
- 1902. Temporal Power:          1916 (Il potere sovrano)
- 1904. God's Good Man:          1919 mit Basil Gill
- 1908. Holy Orders:             1917 mit Malvina Longfellow
- 1914. Innocent:                1921 mit Basil Rathbone
- 1918. The Young Diana:         1922 mit Marion Davies

Ihr Leben diente als Inspiration für den Kinofilm Angel – Ein Leben wie im Traum (Originaltitel: Angel) von François Ozon aus dem Jahr 2007. Das Drehbuch schrieben Martin Crimp und Ozon selbst nach dem gleichnamigen Roman der britischen Schriftstellerin Elizabeth Taylor (1957), die sich ihrerseits an der Biografie von Marie Corelli orientierte.